# Kach en Kahane Chai
Kach (Hebreeuws: כך, "(doe het) zo!" of "op deze manier") en Kahane Chai ("Kahane leeft!) zijn Israëlische extreemrechtse terroristische organisaties, waarbij Kahane Chai een aftakking is van Kach. Terreurdeskundigen gaan ervan uit dat beide organisaties nauw samenwerken en noemen beide daarom in één adem. Van 1984 tot en met 1988 was Kach een eenmansfractie in de Knesset, de partij werd vertegenwoordigd door Kachleider en -oprichter rabbijn Meir Kahane. Kahane werd vermoord in 1990, hierna spleet de beweging in tweeën: Kach en Kahane Chai. Sinds 1994 zijn beide bewegingen in Israël verboden. De Verenigde Staten, Canada en de Europese Unie bestempelen Kach en Kahane Chai als terroristische organisaties.
Kahane Chai en Kach willen het Bijbelse Land van Israël herstellen, hiertoe willen ze het grondgebied van Israël uitbreiden met de Palestijnse gebieden en een deel van Jordanië. Om dit doel te bereiken intimideert Kahane Chai/Kach Arabische inwoners van Israël en oefent ze druk uit op de Israëlische regering. Naast politieke druk omvatten de activiteiten van Kach demonstraties, geweld (gericht tegen Palestijnen en Israëlische regeringsfunctionarissen) en bomaanslagen.

## Naamgeving
De naam Kach is afkomstig van de kiessymbool van de partij, כך (uitgesproken als 'Kach'), afkomstig van de Irgun-motto Rak Kach (Alleen Zo). In 1971 deed leider Meir Kahane mee met de partijnaam "De Ligalijst", en later als 'Kach' als afkorting van Kahane LaKnesset (Kahane naar de Knesset). Kahane Chai is Hebreeuws voor Kahane Leeft.

## Geschiedenis

### Verenigde Staten
Meir Kahane werd in 1932 geboren in Brooklyn in een orthodox joodse familie. Nadat hij een paar keer mishandeld was door antisemitische buurtgenoten schreef hij het boek Never again, waarin hij joden opriep tot weerbaarheid, en sloot hij zich aan bij de Betarbeweging. In 1968 richtte hijzelf de Jewish Defense League (JDL) op om de Joodse gemeenschap in New York te beschermen tegen aanvallen van neonazi’s. De Jewish Defense League is een beweging die geweld niet schuwt en in verband wordt gebracht met enkele aanslagen.

### Israël
In september 1969 emigreerde Kahane’s naar Israël waar hij in 1971 Kach (Kahane naar de Knesset) oprichtte. Kach zag de oplossing voor het slepende Israëlisch-Palestijnse conflict in het over de grens zetten van de Palestijnen en de Arabische Israëliërs) naar Arabische buurlanden (de zogenoemde ‘transfer’). Kach maakte een uitzondering voor de Druzen en Bedoeïenen, dit zijn weliswaar Arabieren maar zij waren volgens Kach niet anti-Israël en over het algemeen niet bij terreurdaden betrokken. Kach had vooral in Hebron en Kiryat Arba veel sympathisanten, maar ook buiten Israël in Europa en Noord-Amerika. Kahane maakte bij het promoten van zijn politieke ideeën gebruik van de angst voor een nieuwe Holocaust, volgens Kahane moesten de Joden zichzelf voortdurend verdedigen.

### In de Knesset
De eerste twee keer dat Kach meedeed aan de Israëlische verkiezingen kreeg de partij maar een paar duizend stemmen, bij lange na niet voldoende voor een plaats in de Knesset. De populariteit van Kach nam toe toen Israël in 1982 een stuk grond overdroeg aan Egypte in het kader van het vredesproces tussen beide landen. De overdracht van het grondgebied stuitte op verzet van de orthodoxe Joodse kolonisten die zich in het gebied gevestigd hadden. De toenmalige Israëlische president Menachem Begin vroeg de orthodoxe rabbijn Kahane om te bemiddelen. Door de ontruiming van de kolonies, het verzet en Kahane's bemiddeling nam de populariteit van Kach toe, in 1984 kreeg Kach met 26.000 stemmen één zetel in de Knesset. Veel kreeg Kahane namens Kach niet voor elkaar, de overige politici lieten hem links liggen. Vrijwel alle Knessetleden liepen de zaal uit als Kahane ging spreken en liepen het Knesset-restaurant uit zodra hij binnenkwam. Wetten en moties die Kahane indiende kwamen nooit tot stemming. In 1985 nam de Knesset een wet aan die maakte dat racistische partijen niet meer aan de Israëlische parlementsverkiezingen mee konden doen. Toen Kahane zijn recht als parlementslid aangreep om in Arabische steden zijn transfer-ideeën te verkondigen, werd hem dat recht ontzegd. In 1988 mocht Kach niet meer aan de verkiezingen meedoen.

### Moord op Kahane en zijn zoon

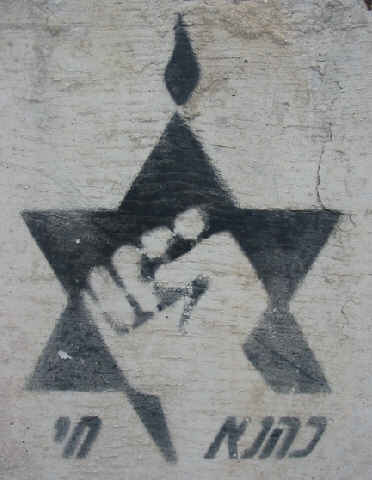
Kach-logo op een stenen muur. De vuist in de davidster staat voor het partijlogo. Het Hebreeuwse onderschrift luidt: Kahane Chai: "Kahane leeft"

In 1990 werd Kahane in New York vermoord door El Sayyid Nosair, een Egyptische moslim. Het leiderschap van Kach ging over naar personen in Hebron en Kiryat Arba. Kahane's zoon, Benjamin Kahane, richtte in Kfar Tapuach (een Israëlische nederzetting op de Westelijke Jordaanoever), de concurrerende beweging Kahane Chai op, Kach en Kahane Chai hielden wel dezelfde doelstelling. Benjamin Kahane werd in 2000 samen met zijn vrouw vermoord door Palestijnen op de Westelijke Jordaanoever.

## Politiek platform
De verkiezingsprogramma van Kach bestond uit de volgende standpunten:

#### Arabieren
- Iedere Arabische Israëliër krijgt het recht om te wonen, maar ze krijgen nooit de Israëlische nationaliteit. Arabieren krijgen volledige persoonlijke rechten, maar niet de rechten die Joden krijgen. Arabieren die de aanbod weigeren krijgen compensatie om het Land van Israël te verlaten, waarbij 10% wordt besteed aan een fonds voor de Sefardische Joden.
- Arabieren die in Israël blijven en 18 jaar zijn geworden moeten verplicht drie jaar aan handmatige arbeid verrichten en zich onderwerpen aan dienstplicht. De kinderbijslag voor Arabische gezinnen wordt afgeschaft, en het geld besteed voor Joden.
- Arabieren die terroristische daden plegen, krijgen automatisch de doodstraf.

###### Economie en ontwikkeling
- Een werkweek bestaat uit vijf dagen, waarbij de Sjabbat en zondag gelden als vrije dagen. Zondag is een dag voor vermaak, sport, en algemeen vermaak, terwijl de Sjabbat dient voor rust, zonder enig vorm van schending.
- Een grotendeels vrije economie wordt toegepast, met bureaucratie, regulaties en vergunningen sterk afgeslankt. Belastingen worden verlaagd en investeringen worden aangemoedigd. De deelname van arbeiders aan het werkproces wordt ook aangemoedigd. De functies van de Histadroet-vakbond worden sterk ingeperkt. Enkel een vrije markt waarin buitenlandse investeringen binnen brengen en waarbij domestisch kapitalisme wordt aangemoedigd maken het mogelijk om Israël niet meer als een hopeloos en bedelend land te maken.
- Het minimumloon wordt snel verhoogd, en werkeloosheidsuitkeringen worden enkel gegeven als er bewijs is dat iemand geen arbeid kan verrichten. Joods arbeid wordt aangemoedigd.
- De grote hoeveelheid fondsen die naar de Arabische sector gaan worden overgeheveld naar arme Joden in steden.

#### Onderwijs
- Een complete verandering in het onderwijs in Israël wordt ondernomen, waar onder scholen, nieuws en de media. Alle scholen krijgen een basis-curriculum over het Jodendom en Joods nationaal trots. Ouders die dat niet willen mogen vrijwillig en zonder subsidie thuisscholing geven.

#### Buitenlandse zaken
- Het Alia-departement wordt herontworpen, waarbij alle afgezanten worden vervangen met afgezanten die alia hebben gepleegd vanuit een bepaald land.
- Er komt een speciaal departement om antisemitisme te bestrijden.
- Er komt een speciaal kantoor om Joden die lijden in het Midden-Oosten (zoals in Jemen, Syrië en Ethiopië) te steunen met protesten en acties.
- Alle banden met Duitsland en Oostenrijk worden beëindigd, behalve voor herstelbetalingen. Er wordt van Duitsland geëist dat zij hun verplichtingen jegens Israël en slachtoffers van de Duitse wreedheden volledig nakomen. De Duitsers zijn van ons schadevergoedingen verschuldigd, terwijl wij niks verschuldigd zijn aan hen. Geld ontslaat hen niet van enige zonde, misdrijf of moord.
- De vernederingen jegens Israël door de Verenigde Naties worden beëindigd door een volledige terugtrekking van Israël uit de VN.

#### Land en soevereiniteit
- Een zo snel mogelijke annexatie van ieder deel van de Land van Israël dat in onze handen is, en oneindige mogelijkheid tot het bouwen van nederzettingen.
- De eigendom van de Tempelberg wordt afgenomen van de Moslims en geschonken aan de Opperrabbinaat van Israël, waarbij Joden die zich houden aan de regels van halacha toegang hebben. Ook wordt er zo snel mogelijk een synagoge op de Tempelberg gebouwd.
- Iedere jonge Joodse koppel krijgt een gratis dunam aan land om een huis te bouwen met een minimale hypotheek. Hierdoor worden jonge koppels aangemoedigd om de steden te verlaten, en te leven in een ruimte met veel lucht en natuur, in tegenstelling tot de kleine en krampachtige appartementen in wolkenkrabbers.

#### Leger
- Het leger krijgt de recht om bij iedere vorm van verdachtheid een aanvaller neer te schieten, inclusief steengooiers. Het hele dorp waarin een terrorist leeft, inclusief steengooiers, wordt het land uitgestuurd.
- Iedere soldaat krijgt tijdens zijn drie jaar aan dienstplicht onderwijs in handvaardigheden, en krijgt de mogelijkheid om zijn laatste jaar aan dienstplicht uit te voeren thuis bezig met een bepaalde vaardigheid.
- Vrouwen worden uitgezonderd van de dienstplicht en krijgen maatschappelijk diensttijd waarbij het verplicht is dat de vrouw iedere nacht terug naar huis keert.
- Er wordt een speciale legerbasis gebouwd waarin Charedische joden hun dienstplicht uit kunnen voeren. Een uitzondering hierbij zijn fulltime jesjiva-leerlingen. Jesjiva-leerlingen die niet enkel tijd besteden aan studie krijgen ook dienstplicht.

#### Pers
- De persvrijheid wordt streng gehandhaafd, met eisen. Alle correspondenten en kranten zullen zich houden aan een strikte waarheidsgetrouwe rapportage van evenementen en er zal geen boycot van evenementen worden toegestaan.

#### Religie
- Enkel inwoners die een Joodse moeder hebben of zich hebben bekeerd volgens authentieke halacha worden beschouwd als Joden.
- Niet-Orthodoxe tempels mogen blijven bestaan, maar gebruik van de titel "rav" is verboden ('rabbijn' mag wel), en geen enkele niet-orthodox gebedsgebouw mag zich een Beit Knesset noemen ('tempel' of 'centrum' mag wel).
- Er zal een reorganisatie van de religieuze rechtbanken plaatsvinden om ervoor te zorgen dat dajanim (rechters) op verdienste kunnen worden gekozen en om erop te staan dat de procedures voor echtscheidingen worden gestroomlijnd en versneld.
- Inwoners met andere geloofsovertuigingen mogen samenkomen, maar nooit proberen anderen te bekeren.
- Huwelijken tussen Joden en gojim worden wettelijk verboden; respect voor gojim wordt aanbevolen, maar daar valt het onderlinge menging niet onder.

## Kach in Israël na de moord op Kahane

### Bloedbad in de Ibrahimi-moskee
In 1994 werden Kach en Kahane Chai in Israël verboden nadat een radicaal Kach-lid, Baruch Goldstein, op 25 februari 1994 in Hebron de Ibrahimi-moskee binnenviel. Goldstein schoot 29 Arabieren dood en verwondde er ongeveer 150. Deze aanslag in de moskee veroorzaakte grote verontwaardiging en woede in Israël, 80% van de Israëliërs veroordeelde de aanslag, 3% van de bevolking steunde Goldstein. Omdat Kach en Kahane Chai de aanslag niet veroordeelden, werden beide organisaties verboden. Na het verbod bleven de groeperingen ondergronds voortbestaan.
Een Israëlische deserteur, Eden Natan-Zada, die op 4 augustus 2005 op een bus in de buurt van de Israëlische stad Shefa Amr vier Arabische Israëliërs doodschoot, werd enkele jaren verborgen door Kahane Chai in de nederzetting Kfar Tapuach.
Baruch Marzel en Itamar Ben-Gvir zijn de leidinggevende personen binnen de verboden beweging. Zij zaten meerdere malen in de Israëlische gevangenis, met of zonder proces. Leden en sympathisanten van Kach/Kahane Chai zijn de motors achter de uitbreiding van illegale Israëlische nederzettingen in de Westelijke Jordaanoever en bij plannen om de derde joodse tempel te bouwen. Marzel, wonend in de nederzetting Tel Rumeida in Hebron, was van jongs af aan een volgeling van Meir Kahane en vanaf 1984 secretaris van de Kachpartij in de Knesset. Toen de partij in 1988 niet meer aan de verkiezingen mocht deelnemen, bleef hij achter de schermen zijn activiteiten en invloed uitoefenen. Sinds 2013 zijn Marzel en Ben-Gvir lid van Otsma Jehudit, een partij die zeer dicht verwant aan Kach en Kahane Chai is.
In december 2010 waren Ben-Gvir en Marzel samen met het extreemrechtse Knesset-lid Michael Ben-Ari in Bat Yam aanwezig bij een protestdemonstratie tegen de overname door de 'Arabische vijand' van Joodse meisjes en huizen. Begin die maand was door meer dan 50 ultra-orthodoxe en nationaal-religieuze rabbijnen van Israëlische diverse gemeentes een manifest ondertekend met het religieuze verbod om appartementen of land te verkopen of te verhuren aan Arabieren. Een van de initiatiefnemers was opperrabbijn Shmuel Eliyahu van Safed, zoon van Mordechai Eliyahu. Op donderdagavond 23 december verzamelden zich ruim 2000 rechtse aanhangers op het Zionplein in Jeruzalem om hun steun eraan te betuigen. Ben-Ari was er bij en vertelde de menigte onder meer dat linkse politici de enige staat van het Joodse volk zouden willen veranderen in een land voor alle volken, behalve het Joodse.

## Navolging
Sinds 2009 is op de gehele Westelijke Jordaanoever het aantal aanvallen op Arabische bezittingen toegenomen, onder vermelding van de term 'price tag'. In navolging van Kach/Kahane Chai hebben jonge Joods-extreemrechtse kolonisten zich verenigd in terroristische groeperingen, zoals Lehava, The Revolt en de ultra-nationalistische Hilltop Youth, waarbij Meir Ettinger, de kleinzoon van Kahane, nauw is betrokken. Volgens Shin Bet tekende zich onder de Hilltop Youth een nieuwe anti-zionistische ideologie af.

### Lehava
Een fanatieke navolger van Meir Kahane is Ben-Zion Gophstein (Bentzi Gupstein) een van de organisatoren van de protestdemonstratie in Bat Yam. Hij is actief in de Kach-beweging en leider van de aan Kach gelieerde extreemrechtse jongerengroep Lehava Deze organisatie is tegen assimilatie van Joden en niet-Joden, en tegen de aanwezigheid van christenen in Israël.
Begin augustus 2015 riep Gophstein, tijdens een panel voor yeshiva-studenten, op tot het in brand steken van kerken. Hij ziet dat als een mitswa (gebod) van de Rambam en zei voorbereid te zijn om hiervoor 50 jaar in de gevangenis door te brengen.

### Otzma Yehudit
Sinds 2012 wordt de partij Otzma Yehudit beschouwd als onofficiële opvolger van de gedachtegoed van Meir Kahane. Het heeft aan vijf verkiezingen meegedaan sinds zijn opvolging, maar heeft nog nooit de kiesdrempel gehaald. In 2015 ging het een lijstverbinding met de door ex-Shasleider Eli Yishai opgerichte partij Yachad, met één lid van Otzma Yehudit op de lijst van Yachad.
Voor de verkiezingen van de 21ste Knesset op 9 april 2019 ging Otzma Yehudit een lijstverbinding aan met het Joodse Huis. Dit gebeurde mede op aandrang van premier Benjamin Netanyahu.